# Anlageausschuss
Ein Anlageausschuss berät eine Kapitalverwaltungsgesellschaft (KVG) häufig bei der Auswahl der zu kaufenden oder zu verkaufenden Vermögenswerte. Es handelt sich zumeist um Fachleute der jeweiligen Branche. In der Praxis sind sie ein beliebtes Mittel, um unabhängigen Sachverstand zu bündeln. Ziel der Einrichtung eines solchen Ausschusses ist die Einflussnahme der Kapitalanleger auf die Anlageentscheidung.

## Zusammensetzung
Die Gestaltung solcher Anlageausschüsse hängt jedoch sehr stark von der Form der Anlagegesellschaft ab.

### Publikumsfonds
In Publikumsfondsgesellschaften werden die Anlageausschüsse häufig aus Mitgliedern des Aufsichtsrates als regulärer Ausschuss des Aufsichtsrates oder aus sachverständigen Vertretern der Gesellschafter(banken) gebildet. Ausschüsse des Aufsichtsrates können dessen Entscheidungen vorbereiten oder teilweise auch selbst treffen, § 107 Abs. 3 AktG.

### Spezialfonds
Spezialfonds bilden in der Regel Anlageausschüsse aus Vertretern der Anlegerseite. Da in der Regel die Gesellschafteranteile der Fondsgesellschaft fest in der Hand der Gründer und Betreiber der Gesellschaft sind, die auch den Aufsichtsrat bilden, bleiben den Anlegern keine Mitspracherechte. Für Kapitalanlagegesellschaften ist vielmehr nur die Bildung eines Aufsichtsrates gesetzlich vorgeschrieben, für die Einrichtung eines Anlageausschusses fehlt es indes an einer gesetzlichen Regelung.

## Funktion
Die Bildung eines Anlageausschusses ist der Vertragsfreiheit anheimgestellt. Einigkeit besteht darüber, dass ein solcher Ausschuss in der Regel nur eine beratende Funktion einnimmt und keine eigenen Anlageentscheidungen treffen darf. Grundsätzlich ist dies aber nicht gänzlich ausgeschlossen. 
Spezialfondsgesellschaften können dagegen die Anlageentscheidung nicht formell auf einen Ausschuss auslagern, sondern müssen die Anlageentscheidung selbst verantworten, § 9 Abs. 1 InvG. Die bloße Beratungsfunktion eines Anlageausschusses wird jedoch in einer Spezialfondsgesellschaft durch die Tatsache, dass der KVG in der Regel nur ein einziger Anleger gegenübersteht, zu einer faktischen Einflussmöglichkeit. Denn die KVG wird bestrebt sein, diesen institutionellen Anleger zu werben und zu halten.